# 크리스탈 (드라마)
《크리스탈》은 1999년 10월 6일부터 1999년 11월 25일까지 방영된 SBS 드라마 스페셜이다.
한편, 가상 악단 ‘은평구 오케스트라’가 등장하는데 원주시립교향악단 단원들이 참여한 것이다.
하지만, 대부분 음악을 다룬 드라마들이 그랬던 것처럼 피아노를 칠줄 모르는 연기자가 억지로 피아노 연주에 심취한 듯한 표정을 지어보인다거나 지휘자 오디션 장면에서 「재능있는 지휘자」로 설정된 등장인물이 보여주는 어설픈 지휘모습 등으로 소재 소화에 한계를 보인 것 외에도 원래 <백만송이의 장미>란 제목이 거론됐지만 깨지는 속성을 가진 단어(유리,크리스탈 등등)는 금기시 하는 관례를 어기고 제목으로 선택한 것 탓인지 기대 이하의 성적에 그쳤다.
아울러, SBS는 해당 작품의 후속으로 <택시>를 내보낼 예정이었으나 주연 배우들의 캐스팅이 좌절되어 불발됐다.

## 줄거리
불운의 사고로 전공을 바이올린에서 지휘자로 바꾼 최영후(박용우 분)와 피아니스트 조수아(염정아 분)와의 사랑 이야기와 더불어 오케스트라를 중심으로 단원들의 이야기이다.

## 등장 인물
- 김남주 - 김은혜 역
- 박용우 - 최영후 역
- 염정아 - 조수아 역
- 이경영 - 은석 역
- 이주현
- 정영숙 - 정숙 역
- 성현아 - 윤희 역
- 허영란 - 조수미 역
- 장유정 - 김다혜 역
- 곽현식 - 예브게니 신 역
- 이성욱 - 진배 역
- 신신애 - 배 여사 역
- 강기화 - 영주 역
- 권은아 - 나 여사 역
- 정은표
- 김유리
- 한희

## 참고 사항
- 조수아 역은 당초 김지수가 낙점되었으나 일요아침드라마 《달콤한 신부》 캐스팅 때문에 고사했고 염정아가 대신 들어갔다.[5]